# Hylaeus cuneiferus
Hylaeus cuneiferus är en biart som först beskrevs av Cockerell 1919.  Hylaeus cuneiferus ingår i släktet citronbin, och familjen korttungebin. Inga underarter finns listade i Catalogue of Life.